# Giro d'Italia de 2011
Giro d'Italia 2011 foi a nonagésima quarta edição da prova ciclística Giro d'Italia (Corsa Rosa). A competição realizada entre os dias 7 e 29 de maio de 2011 teve início na cidade de Turim. A prova fez parte das comemorações do  sesquicentenário da Reunificação da Itália.

## Equipas
| Equipes ProTeam (18)- Ag2r La Mondiale - Astana - BMC Racing Team - Euskaltel-Euskadi - Garmin-Cervélo - HTC-Highroad - Katusha - Lampre-ISD - Leopard-Trek - Liquigas-Cannondale - Movistar Team - Omega Pharma-Lotto - Quick Step Cycling Team - Rabobank - Team RadioShack - Saxo Bank-Sungard - Sky ProCycling - Vacansoleil-DCM Equipes profissionais Continentais (5)- Acqua & Sapone - Androni Giocattoli-C.I.P.I - Colnago-CSF Inox - Geox-TMC - Farnese Vini-Neri Sottoli |
| |

## Classificação Geral
|   | Ciclista            | Equipe              | Tempo       |
| - | ------------------- | ------------------- | ----------- |
| 1 | Michele Scarponi    | Lampre-ISD          | 84h 11' 24" |
| 2 | Vincenzo Nibali     | Liquigas-Cannondale | + 46"       |
| 3 | John Gadret         | Ag2r-La Mondiale    | + 3' 54"    |
| 4 | Joaquín Rodríguez   | Team Katusha        | + 4' 55"    |
| 5 | Roman Kreuziger     | Astana              | + 5' 18"    |
| 6 | Jose Rujano         | Androni Giocattoli  | + 6' 02"    |
| 7 | Denis Menchov       | Geox-TMC            | + 6' 08"    |
| 8 | Steven Kruijswijk   | Rabobank            | + 7' 41"    |
| 9 | Kanstantsin Sivtsov | HTC-Highroad        | + 8' 00"    |

O ciclista Alberto Contador foi desclassificado por doping em fevereiro de 2012, e como consequência foi eliminado da lista de classificação. Próximo ao fim da 3ª etapa, em 09 de Maio, o ciclista belga Wouter Weylandt faleceu após sofrer uma queda na descida da montanha Passo del Bocco, pertencente à província de Gênova(na Ligúria, noroeste da Itália). Weylandt desequilibrou-se da bicicleta ao olhar para trás, buscando uma visão dos concorrentes. Caiu e colidiu contra um muro de concreto. O impacto o arremessou por cerca de 20 metros na direção contrária da pista. O pouso imediato do helicóptero de resgate ao local foi dificultado, pelo relevo da localidade e proximidade de muitas árvores. O ciclista foi pronunciado morto ainda no local do acidente, em decorrência de múltiplas faturas e severa perda de sangue.

## Etapas
| Etapa | Data    | Percurso                                | Distância (km) | Tipo de terreno | Tipo de terreno | Vencedor            |          |
| ----- | ------- | --------------------------------------- | -------------- | --------------- | --------------- | ------------------- | -------- |
| 1     | 7 maio  | Venaria Reale - Turin                   | 19,3           |                 | CR Equipes      | HTC-Highroad (THR)  |          |
| 2     | 8 maio  | Alba - Parma                            | 244            |                 | Plano           | Alessandro Petacchi |          |
| 3     | 9 maio  | Reggio Emilia - Rapallo                 | 173            |                 | Plano           | Ángel Vicioso       |          |
| 4     | 10 maio | Quarto dei Mille - Livorno              | 216            |                 | Intermediário   | Etapa descartada    |          |
| 5     | 11 maio | Piombino - Orvieto                      | 191            |                 | Intermediário   | Pieter Weening      |          |
| 6     | 12 maio | Orvieto - Fiuggi                        | 216            |                 | Intermediário   | Francisco Ventoso   |          |
| 7     | 13 maio | Maddaloni - Montevergine di Mercogliano | 110            |                 | Montanha        | Bart De Clercq      |          |
| 8     | 14 maio | Sapri - Tropea                          | 217            |                 | Plano           | Oscar Gatto         |          |
| 9     | 15 maio | Messina - Etna                          | 169            |                 | Montanha        | Alberto Contador    |          |
|       | 16 maio | Descanso                                | Descanso       | Descanso        | Descanso        | Descanso            | Descanso |
| 10    | 17 maio | Termoli - Teramo                        | 159            |                 | Plano           | Mark Cavendish      |          |
| 11    | 18 maio | Teramo - Castelfidardo                  | 142            |                 | Intermediário   | John Gadret         |          |
| 12    | 19 maio | Castelfidardo - Ravena                  | 184            |                 | Plano           | Mark Cavendish      |          |
| 13    | 20 maio | Spilimbergo - Grossglockner             | 167            |                 | Montanha        | José Rujano         |          |
| 14    | 21 maio | Lienz - Monte Zoncolan                  | 172            |                 | Montanha        | Igor Antón          |          |
| 15    | 22 maio | Conegliano - Gardeccia-Val di Fassa     | 229            |                 | Montanha        | Mikel Nieve         |          |
|       | 23 maio | Descanso                                | Descanso       | Descanso        | Descanso        | Descanso            | Descanso |
| 16    | 24 maio | Belluno - Nevegal                       | 12,7           |                 | CR Individual   | Alberto Contador    |          |
| 17    | 25 maio | Feltre - Tirano                         | 230            |                 | Montanha        | Diego Ulissi        |          |
| 18    | 26 maio | Morbegno - San Pellegrino Terme         | 151            |                 | Intermediário   | Eros Capecchi       |          |
| 19    | 27 maio | Bergamo - Macugnaga                     | 209            |                 | Montanha        | Paolo Tiralongo     |          |
| 20    | 28 maio | Verbania - Sestriere                    | 242            |                 | Montanha        | Vasil Kiryienka     |          |
| 21    | 29 maio | Milão                                   | 26             |                 | CR Individual   | David Millar        |          |